# Huperzia suberecta
Huperzia suberecta är en lummerväxtart som först beskrevs av Richard Thomas. Lowe, och fick sitt nu gällande namn av Tard.. Huperzia suberecta ingår i släktet lopplumrar, och familjen lummerväxter. Inga underarter finns listade i Catalogue of Life.